# Allhelgona distrikt
För distriktet i Lunds kommun, se Lunds Allhelgona distrikt.
Allhelgona distrikt är ett distrikt i Mjölby kommun och Östergötlands län. 
Distriktet ligger norr om Skänninge. 

## Tidigare administrativ tillhörighet
Distriktet inrättades 2016 och utgörs av en del av området som Skänninge stad omfattade till 1971, delen som före 1952 utgjorde Allhelgona socken.
Området motsvarar den omfattning Allhelgona församling hade vid årsskiftet 1999/2000.